# 트래퍼드 리맬러리
트래퍼드 리맬러리(영어: Trafford Leigh-Mallory, 1892년 7월 11일 ~ 1944년 11월 14일)는 영국의 군인이다. 등산가 조지 맬러리와는 형제이다.